# Huladalen
Huladalen (עמק החולה, Emek Ha-Ḥula eller Hulehdalen) er et landbrugsområde i det nordlige Israel med store mængder ferskvand. Det er sted for trækfugle, der mellemlander her langs Great Rift Valley mellem Afrika, Europa og Asien. Marsklandet omkring Hulasøen, der var et ynglested for myg, der bærer malaria, blev drænet i 1950'erne. En lille del af dalen blev senere oversvømmet igen, i et forsøg på at genoplive et næsten uddødt økosystem. Man estimerer, at omkring 500 millioner fugle hvert år migrerer igennem Huladalen.